# 天主教巴利亚多利德总教区
天主教巴利亞多利德總教區（拉丁語：Archidioecesis Vallisoletanus）是羅馬天主教一個總教區，位於西班牙西北部巴利亞多利德省，教座位於巴利亞多利德的巴利亞多利德主教座堂。

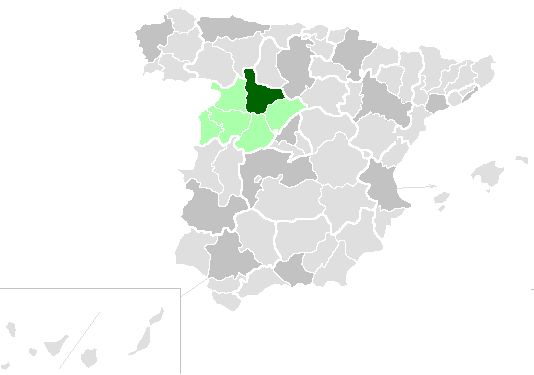
巴利亞多利德總教區管轄範圍圖

下轄五個教區天主教阿維拉教區、天主教羅德里戈城教區、天主教薩拉曼卡教區、天主教塞哥維亞教區和天主教薩莫拉教區。

巴利亞多利德總教區牧徽

教區成立於1595年9月25日。1851年7月4日升為總教區。2010年有教友453,527人，佔轄區總人口85.0%。教區下轄307個堂區，有450名司鐸。現任教區總主教為利則·布拉斯克斯·佩雷斯樞機。